# Georges Monier
Georges Remy Albert Monier (Anderlecht, 18 februari 1892) was een Belgisch hoboïst en componist.
Hij was zoon van de bij de tram werkende Cyrille Monier en cabaretière Marie Therese Elice Guilbert.
Hij kreeg zijn opleiding aan het Brussels Conservatorium (1903-1907) alwaar hij eerste prijzen haalde in notenleer (1906) en hobospel (1907). Hij ging verder in de leer bij August De Boeck en Paul Gilson. Hij deed in 1920 mee aan de compositiewedstrijd in Antwerpen in het kader van de Olympische Zomerspelen 1920  en won er een eerste prijs met zijn werk VIIe Olympique (teksten van Pindarus) voor solisten, sprekers, drie koren en drie orkestgroepen.
Hij reisde door Europa en maakte kennis met de avant-gardemuziek en was eenmaal terug in Brussel leider van de avant-garde componistengroep, waartoe ook Karel Albert en August Baeyens behoorden. Ook was hij als musicus/muziekcriticus betrokken bij het blad 7 Arts, dat tussen 1922 en 1929 bestond. Samen met Paul Gilson probeerde hij met diens Traité d’harmonie een nieuwe notenschrift van de grond te krijgen. Hij heeft jarenlang in Parijs gewoond, maar behoorde al vroeg tot de vergeten componisten.
Uit zijn pen kwamen orkestwerken, motetten, een Te Deum, operette La femme fatale, strijkkwartetten en liederen, soms op tekst van Guillaume Apollinaire en Max Jacobs.